# جهد (فلسفة)
كونيتس (conatus) هي كلمة لاتينية بمعنى «المجهود؛ والسعي؛ والاندفاع، والنزوع، والميل؛ والتَحَمُّل؛ والكفاح» وورد تعريفها في أُولَى فلسفات عِلم النفس والميتافيزيقا (ما وراء الطبيعة) بأنَّها نَزعة فِطرية موجودة بالشيء تساعِده على الاستمرار في الوجود وتطوير نفسه. ذلك «الشيء» يُمكن أن يكون عقل شخص أو شيء مادي أو مزيج مِن الاثنين معًا. قام الكثيرون بصياغة تعريفات متعِّددة ومختلفة لذلك المصطلح على مر العصور. وكان لفلاسِفة القرن السابع عشر رينيه ديكارت، وباروخ سبينوزا، وغوتفريد لايبنتس، وتوماس هوبز مُساهمات هامَّة في ذلك الشأن. يُمكن أن يُشير الجُهد إلى «رغبة الحياة» الغريزية الموجودة بالكائنات الحية أو إلى نظريات ميتافيزيقية عديدة مُرتبطة بالحركة والقصور الذاتي. يرتبط مفهوم الجُهد غالبًا بإرادة الخالِق مِن مَنظور الواحدية للطبيعة. يُمكن أن يَتجزَّأ ذلك المفهوم إلى تعريفات مُنفَصِلة بالنسبة للعقل والجسد وأن يَنقَسِم عِند مُناقَشة قوة الطرد المركزي والقصور الذاتي.
يشمَل تاريخ مُصطلح الجُهد سلسِلة مِن عمليَّات الاتفاف المُتقَن حول المعنى وتوضيح الهدف منه التي تطوَّرَت على مدى قرنين ونِصف مِن الزمان. وضع الفلاسِفة اللاحقون لَمستهم الخاصَّة على مفهوم المُصطلح عندما استخدموه، وقام كلُّ مِنهم بتطويره بشكل مُختلف مِمَّا جَعله الآن بلا تعريف مٌتَّفق عليه. كَتَبَ أوَّل الفلاسِفة الَّذين ناقشوا المُصطلح باللغة اللاتينية، واستندوا في ذلك إلى المفاهيم اليونانية القديمة؛ لذلك لم يستخدم هؤلاء المفكِّرون «الجُهد» بمثابة مفهوم اصطلاحي وحسب بل إنَّه كلمة شائعة معناها شامِل. يَصعُب تمييز الاستخدام الاصطلاحي عن الاستخدام الأكثر شموليَّة في النصوص العتيقة، وأيضًا يَصعُب التفرقة بينهما في الترجمة. يُكتب المُصطلح بالخط المئِل في الترجمات الإنجليزية عند استخدامه بالمعنى الاصطلاحي أو يُترجَم وتليه كلمة كونيتس بين قوسين. يَندُر استخدام الجُهد بالمعنى الاصطلاحي حاليًا، حيث تستَخدِم الفيزياء الحديثة مفاهيم مِثل القصور الذاتي وزخم الحركة التي حلَّت محلَّه. رغم ذلك لقد كان له تأثيرًا ملحوظًا على مُفكري القرن التاسع عشر والقرن العشرين مِثل آرثر شوبنهاور، وفريدريك نيتشه، ولويس دامونت.
كلمة كونيتس اللاتينيَّة تأتي من فِعل كونيور، الذي يُتَرجَم للإنجليزية بمعنى «يَسعى»؛ لكن أوَّل مَن طوَّر مفهوم الجُهد هُم الرواقيُّون (333-264 ق.ح.ع) والمشَّائيّون (335 ق.ح.ع) قبل الحقبة العامة. استخدمَت تلك الجماعات كلمة زخم (أيْ قوة الدَفع، وترجمتها اللاتينية دافِع) لوصف حركة الروح نحو شيء ما، التي ينتُج عنها فِعل جسدي. توسَّع ذلك المفهوم على يد مُفكِّرون كلاسيكيُّون، ماركوس تيليوس شيشرون (106-43 ق.ح.ع) وديوجانس اللايرتي (235 ق.ح.ع)، فأصبح يَشمَل نُفورًا مِن الدمار، لكنهم استمرُّوا في قَصر تطبيقه على الحيوانات غير العاقِلة. ديوجانس اللايرتي، على سبيل المِثال، رَفَض تطبيق المفهوم على النباتات بالتَّحديد.

## الكوناتوس عند سبينوزا
في فلسفة سبينوزا، الكوناتوس هو مبدأ الوجود. يقول سبينوزا في كتابه علم الأخلاق:
"يَسْعى كوناتور كُلّ شيء بِقَدْرِ ما لَهُ مِنَ الكَيَانِ إلى الاستِمْرارِ في كَيانِهِ" (Unaquaeque res, quantum in se est, in suo esse perseverare conatur).